# Herre medan tu tigh döljer
Herre medan tu tigh döljer är en psalm av Haquin Spegel baserad på den 10:e psalmen i Psaltaren. "En klagan och Bön emot Församlingens fiender."